# Hydrovatus semirufus
Hydrovatus semirufus är en skalbaggsart som beskrevs av Zimmermann 1924. Hydrovatus semirufus ingår i släktet Hydrovatus och familjen dykare. Inga underarter finns listade i Catalogue of Life.